# Stepan Fëdorovič Apraksin
Stepan Fëdorovič Apraksin (30 luglio 1702 – San Pietroburgo, 17 agosto 1758) è stato un generale, diplomatico e politico russo.

## Biografia

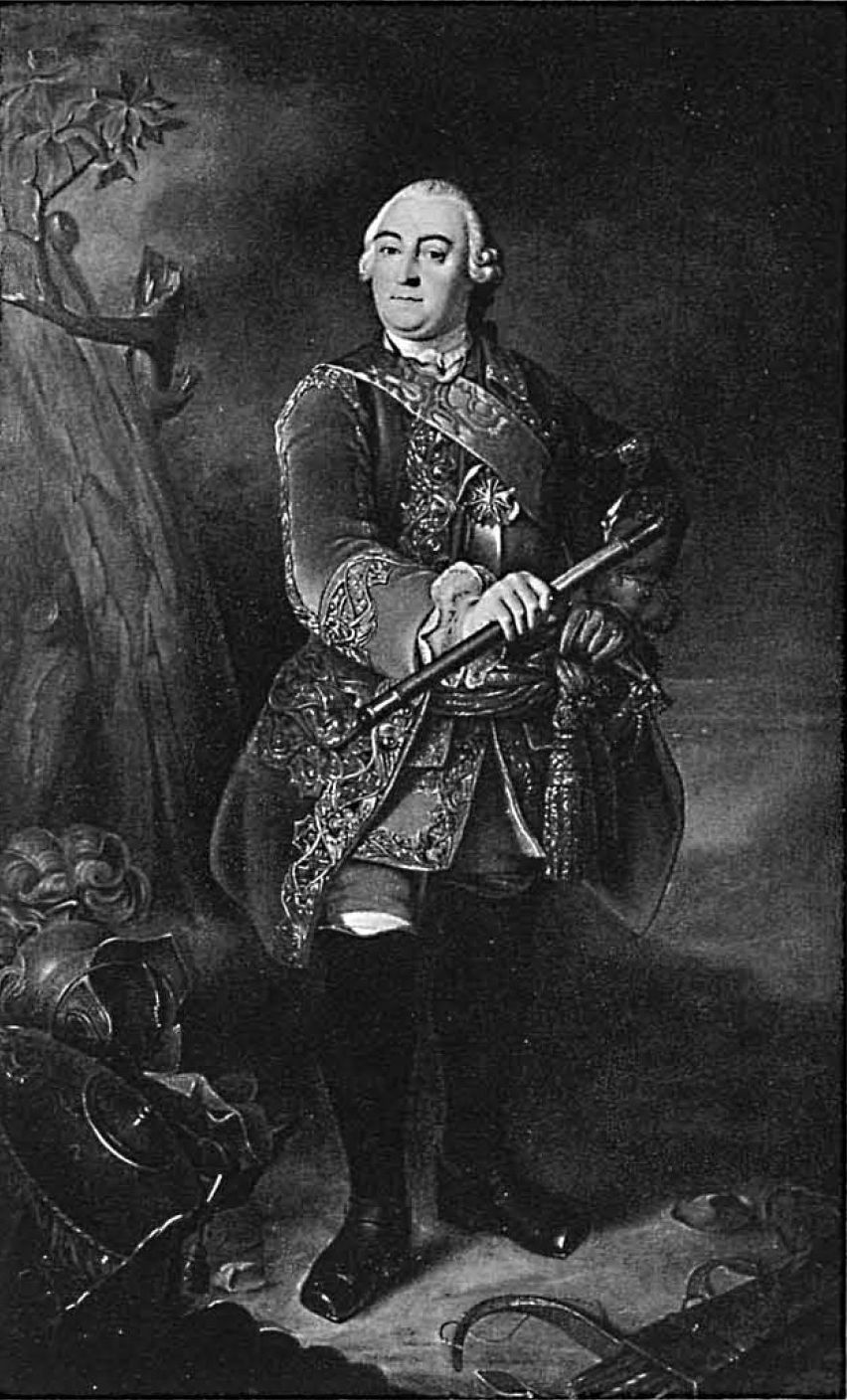
Il generale Stepan Feodorovič Apraksin in un ritratto d'epoca

Il conte Apraxin era figlio dell'ammiraglio Feodor Karpovič Apraxin che aveva fatto carriera durante il regno dello zar Pietro I di Russia prendendo parte alla Grande guerra del Nord (1700–1721) e poi alla guerra contro la Persia (1722–1723). Venne allevato in casa di un suo parente, Pëtr Matwejevič Apraxin, dove ricevette una buona educazione ed ebbe modo anche di studiare il tedesco che gli tornerà utile nella sua futura carriera militare. Quando suo padre morì, sua madre si risposò col potente cancelliere Andrei Ivanovič Ushakov. Nel 1718 Stepan entrò nell'esercito imperiale russo e prese parte alla Guerra russo-turca (1735-1739) sotto il comando del feldmaresciallo Burkhard Christoph von Münnich col quale prese parte alla cattura di Ochakov. Nel 1739 ricevette il grado di maggiore generale. Il 10 settembre 1739, quando portò a San Pietroburgo la notizia della cattura di Khotin, gli venne conferito l'Ordine Imperiale di Sant'Aleksandr Nevskij.
Nel 1742 venne inviato come ambasciatore russo nell'Impero persiano e divenne nel contempo grande amico del generale Aleksej Petrovič Bestužev-Rjumin che lo favorì ulteriormente nella sua carriera militare, facendolo promuovere dapprima tenente generale e poi generale nel 1746. Nel 1751 venne insignito dell'Ordine di Sant'Andrea, la più alta onorificenza russa.
Allo scoppio della guerra dei sette anni venne nominato feldmaresciallo nel 1756 ed ottenne il comando di un contingente di 88.000 uomini che aveva lo scopo di conquistare la Prussia orientale. La sua rapida carriera militare venne in gran parte favorita dall'influenza di Aleksej Grigor'evič Razumovskij, suo parente e amante della zarina Elisabetta di Russia.
Il 5 luglio conquistò la fortezza di Memel ed il 13 agosto le colonne russe si riunirono a Insterburg. Poiché la situazione dei rifornimenti dell'esercito si era deteriorata e che gli uomini disponibili, dopo malattie e morti sul campo, erano di soli 55.000 unità, Apraxin decise di avanzare immediatamente verso Königsberg. Con la cattura di questa fortezza e del suo grande porto, il suo esercito avrebbe potuto essere rifornito via mare. Il 23 agosto le truppe russe partirono e attraversarono il fiume Pregel. L'esercito prussiano, con soli 24.000 uomini al comando del generale Johann von Lehwaldt, riuscì ad impedire la cattura di Königsberg attaccando Apraxin il 30 agosto nella battaglia di Groß-Jägersdorf. Apraxin, che si era accampato non lontano dal luogo dello scontro, vi rimase un'altra settimana e successivamente decise di ritirarsi coi suoi uomini a Tilsit. I suoi uomini erano però scesi a 30.000-40.000 unità e per questo motivo Apraxin decise di continuare la ritirata fino a Tauroggen, in Livonia.
L'esercito russo non ebbe successi duraturi nella campagna del 1757, nonostante una netta superiorità numerica e una vittoria conseguita, e per questo motivo a corte iniziò a circolare la notizia che Apraxin fosse in realtà un traditore della sua stessa patria. Apraxin venne quindi sollevato dal suo comando il 1º novembre 1757, imprigionato a San Pietroburgo ed accusato formalmente degli insuccessi della sua armata. Prima che le indagini fossero completate, ad ogni modo, morì di infarto in prigione il 28 agosto 1758.

## Matrimonio e figli
Stepan Feodorovič Apraksin sposò Agrafena Leont'evna Sojmonova (1719-1771), figlia del generale Leonty Yakovlevič Soymonov, dalla quale ebbe i seguenti figli:
- Elena Stepanovna (1735-1769), una delle donne più belle della Russia del suo tempo, dal 1751 divenne moglie del principe e senatore russo Boris Aleksandrovič Kurakin (1733-1764).
- Maria Stepanovna (1742-1796), dama di compagnia della zarina, sposò nel 1763 il tenente Aleksandr Feodorovič Talizin (1734-1787), poi ciambellano e senatore. Loro figli furono il tenente generale Pyotr Aleksandrovič Talizin (1767-1801) ed il maggiore generale Stepan Aleksandrovič Talizin (1768-1815).
- Stepan Stepanovič (1757-1827), generale di cavalleria, governatore militare di Smolensk, sposò la principessa Ekaterina Vladimirovna Golitsyna (1770-1854).